# Cộng hòa Áo - Đức
Cộng hòa Áo-Đức (tiếng Đức: Republik Deutschösterreich hay Deutsch-Österreich) là một quốc gia được thành lập sau Thế chiến I trên cơ sở các vùng nói tiếng Đức của Đế quốc Áo-Hung. Lãnh thổ Áo-Đức có diện tích 118.311 km2 (45.680 dặm vuông Anh) với 10,4 triệu dân. Tuy nhiên, trên thực tế, quyền lực của nó chỉ giới hạn ở các tỉnh Danubia và vùng Alps, nơi từng là trung tâm của Đế quốc Áo.
Cộng hòa Áo Đức được kế thừa bởi Đệ nhất Cộng hòa Áo năm 1919 và là nền tảng của nước Áo ngày nay.

## Thành lập
Ở Đế quốc Áo - Hung, Áo-Đức là cách gọi không chính thức để chỉ các vùng lãnh thổ nói tiếng Đức.
Ngày 12 tháng 10 năm 1918, Hoàng đế của Đế quốc Áo-Hung là Karl I đã gặp các lãnh đạo các đảng lớn nhất của Đức. Những người theo chủ nghĩa Quốc gia Đức muốn một chế độ quân chủ lập hiến của các quốc gia tự do trong khi người theo chủ nghĩa xã hội Cơ đốc giáo muốn duy trì chế độ quân chủ và liên hiệp các quốc gia; Các đảng viên Đảng Dân chủ Xã hội lại muốn một nước cộng hòa có thể là một phần hoặc liên hiệp các quốc gia hoặc gia nhập Đức.
Vào ngày 16 tháng 10 năm 1918, Karl I cho xuất bản một bản tuyên ngôn đề nghị chuyển Đế quốc Áo-Hung thành một liên hiệp các quốc gia. Điều này đã đến quá muộn vì người Séc và Nam Slav đang trên đường thành lập các quốc gia độc lập. Tuy nhiên, điều này đã tạo ra một động lực để Reichsrat (quốc hội Áo) của các khu vực có đông người nói tiếng Đức sinh sống nhóm họp.
Với sự sụp đổ sắp xảy ra của đế chế, 208 đại biểu sắc tộc Đức tại Quốc hội Áo (Reichsrat) được bầu vào năm 1911 đã họp vào ngày 21 tháng 10 năm 1918 và tự tuyên bố mình là "Quốc hội lâm thời của Đức-Áo" đại diện cho người nói tiếng Đức ở vùng Cisleithania. Quốc hội bầu Franz Dinghofer của Phong trào Quốc gia Đức, Jodok Fink của Đảng Xã hội Kitô giáo và Karl Seitz của Đảng Dân chủ Xã hội là Chủ tịch Hội đồng. Hội đồng gồm các đại diện từ Bohemia, Moravia, và Silesia đã từ chối tham gia nhà nước Tiệp Khắc mới tuyên bố vào ngày 28 tháng 10 năm 1918. Nó cũng tuyên bố rằng "người Đức ở Áo có quyền tự quyết chính trị tương lai của họ để thành lập một một nhà nước Áo-Đức độc lập và điều chỉnh quan hệ với các quốc gia khác thông qua các hiệp định tự do với họ". Vào ngày 25 tháng 10, Quốc hội lâm thời đã kêu gọi tất cả các vùng đất của người Đức có thể thành lập các hội đồng lâm thời của riêng họ.
Trong cuộc họp thứ hai vào ngày 30 tháng 10, Quốc hội lâm thời đã tạo ra các thể chế cơ bản của nhà nước mới. Quyền lập pháp đã được Quốc hội lâm thời đảm nhận trong khi quyền hành pháp được ủy thác cho Hội đồng Nhà nước Áo-Đức mới được thành lập.
Vào ngày 11 Tháng Mười Một năm 1918, Karl I thoái vị, từ bỏ quyền tham gia vào các vấn đề của nhà nước Áo.
Ngày hôm sau, 12 tháng 11, Quốc hội đã chính thức tuyên bố Áo-Đức một nước cộng hòa và bổ nhiệm thành viên đảng Xã hội Dân chủ Karl Renner làm thủ tướng lâm thời. Cùng ngày, họ đã soạn thảo hiến pháp tạm thời tuyên bốː "Áo-Đức là một nước cộng hòa dân chủ" (Điều 1) và "Áo-Đức là một bộ phận không thể tách rời của nhà nước Đức" (Điều 2). Điều khoản thứ hai phản ánh quan điểm của các đại biểu cảm thấy rằng Áo sẽ mất nhiều lãnh thổ trong bất kỳ cuộc đàm phán nào đến mức mà nó không còn tự chủ được về kinh tế và chính trị như một quốc gia riêng biệt và phương án duy nhất là liên minh với Đức. Điều này được thực thi bởi việc Hungary từ chối bán ngũ cốc và Tiệp Khắc từ chối bán than cho Áo-Đức.
Khi đế chế sụp đổ và lệnh ngừng bắn đã được công bố, Quốc hội lâm thời đã tìm cách ngăn cản cuộc cách mạng xã hội chủ nghĩa bằng cách tổ chức một chính phủ liên minh do các đảng viên Dân chủ Xã hội thiểu số lãnh đạo. Karl Renner trở thành Thủ tướng và Victor Adler trở thành Bộ trưởng Ngoại giao. Đảng Dân chủ Xã hội đồng chọn các hội đồng công nhân và binh lính mới được thành lập và sử dụng quyền kiểm soát của họ đối với các liên đoàn lao động để thực hiện các chính sách xã hội làm giảm sức hấp dẫn của chủ nghĩa xã hội.
Karl lưu vong ở Thụy Sĩ vào ngày 24 tháng 3 năm 1919. Tức giận vì ông đã ra đi mà không thoái vị chính thức, Quốc hội đã thông qua Luật Habsburg, truất ngôi nhà Habsburg và tịch thu tài sản của họ. Karl vĩnh viễn bị trục xuất khỏi Áo trong khi những thành viên nhà Habsburg khác chỉ có thể quay trở lại nếu họ từ bỏ mọi yêu sách ngai vàng.

## Hiến pháp
Các cuộc bầu cử vào Quốc hội lập hiến được tổ chức vào ngày 16 tháng 2 năm 1919 và lần đầu tiên phụ nữ được phép bỏ phiếu. Trong số 38 khu vực có người Đức sinh sống chỉ có 25 khu vực tham gia với 159 đại biểu được bầu vào 170 ghế với Đảng Dân chủ Xã hội là Đảng lớn nhất. Đảng Dân chủ Xã hội đã giành được 72 ghế, Đảng Xã hội Thiên chúa giáo 69 và Những người theo chủ nghĩa Dân tộc Đức 26. Quốc hội Lập hiến lần đầu tiên họp vào ngày 4 tháng 3 năm 1919 và ngày 15 tháng 3, một chính phủ mới được thành lập và một lần nữa do Karl Renner lãnh đạo. Đảng Dân chủ Xã hội Áo mặc dù là một trong những đảng theo chủ nghĩa mácxít hàng đầu với chủ nghĩa mácxít Áo hiện tại đã không cố gắng giành chính quyền hoặc xây dựng chủ nghĩa xã hội. Tuy nhiên, phần lớn các chính trị gia bảo thủ, Công giáo vẫn còn nghi ngờ họ và điều này dẫn tới sự chia rẽ cánh tả - cánh hữu nghiêm trọng, khiến nền Đệ nhất Cộng hòa suy sụp và dẫn đến sự sụp đổ vào năm 1934.
Lãnh đạo Đảng Dân chủ Xã hội Otto Bauer đã viết: "Áo - Đức không phải là một tổ chức tuân theo quy luật phát triển lịch sử, chỉ là phần còn sót lại của đế chế cũ sau khi các quốc gia khác đã tách khỏi nó. Nó vẫn là một nắm cát rời của các Vùng đất rải rác."

### Nguyện vọng thống nhất với Đức bị cấm
Vào ngày 13 tháng 11 năm 1918, Áo-Đức yêu cầu Đức khởi động đàm phán để thống nhất và ngày 15 tháng 11 đã gửi một điện tín cho Tổng thống Wilson để đề nghị hỗ trợ cho sự thống nhất của Đức và Áo. Điều này được dựa trên quan điểm cho rằng Áo chưa bao giờ là một quốc gia thực sự. Trong khi nhà nước Áo đã tồn tại dưới hình thức này hoặc khác trong hơn 700 năm (có từ thời Đế quốc La Mã Thần thánh) thì lực lượng thống nhất duy nhất của nó là nhà Habsburg. Ngoài việc có người Đức sinh sống, những vùng đất này không có bản sắc "Áo" chung. Họ là những người nói tiếng Đức ở những vùng đất dưới sự cai trị của nhà Habsburg không gia nhập Đế quốc Đức do nước Phổ sáng lập sau khi đế chế Áo thua trong cuộc Chiến tranh Áo-Phổ.
Ngày 12 tháng 3 năm 1919, Hội đồng Lập hiến xác nhận lại một tuyên bố trước đó rằng Áo-Đức là một phần cấu thành của nước cộng hòa Đức. Những người theo chủ nghĩa Liên Đức và Đảng Dân chủ Xã hội ủng hộ liên minh với Đức trong khi những Người theo chủ nghĩa Xã hội Cơ đốc giáo ít ủng hộ hơn.
Trong suốt mùa xuân và mùa hè năm 1919, các cuộc đối thoại thống nhất giữa các đại diện Đức và Áo vẫn tiếp tục. Tất cả những điều này đã thay đổi sau ngày 2 tháng 6 năm 1919 khi dự thảo hiệp ước hòa bình với Áo được trình bày, các đồng minh phương Tây đã phản đối bất kỳ liên minh nào giữa Đức và Áo.

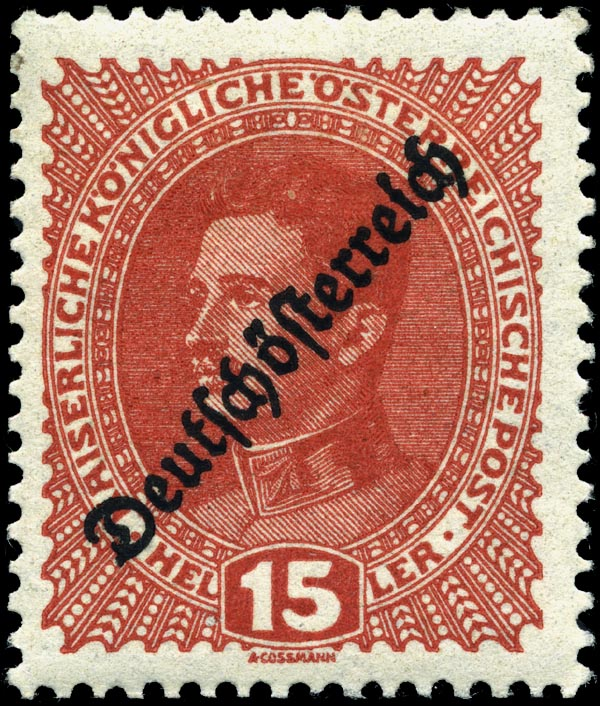
Tem Đức Áo

Bản đồ các ngôn ngữ trong Đế quốc Áo - Hung năm 1911

### Hiệp ước Saint Germain
Sau khi đệ trình một bản phản đối chính thức việc phe Liên Minh thắng trận ngăn cản thống nhất Đức-Áo, ngày 10 tháng 9 năm 1919, Renner đã ký kết Hiệp ước Saint Germain và nó đã được Quốc hội lập hiến thông qua vào ngày 17 tháng 10. Theo quy định, vào ngày 21 tháng 10, quốc gia đổi tên từ "Áo-Đức" thành "Cộng hòa Áo". Áo cũng mất các lãnh thổ như Sudetenland và Bohemia thuộc Đức vào tay Tiệp Khắc; Nam Tyrol và Istria (bao gồm cả cảng Adriatic ở Trieste) vào tay Vương quốc Ý; Kranjska, Hạ Steiermark, Dalmatia vào tay Vương quốc của người Serb, Croatia và Slovene.

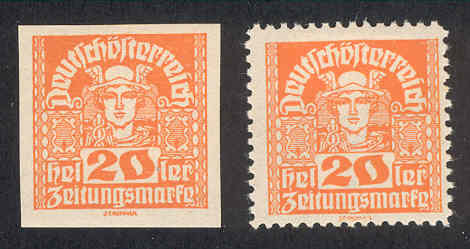
Tem 20

 Điều 88 của hiệp định, đôi khi được gọi là "nỗ lực tiền Anschluss", đã nói rằng:
Nền độc lập của Áo là bất khả xâm phạm nếu không có sự đồng ý của Hội Quốc Liên. Do đó Áo bảo đảm trong trường hợp không có sự cho phép của Hội Quốc Liên thì sẽ kiềm chế bất kỳ hành động nào có thể trực tiếp hoặc gián tiếp hoặc bằng bất cứ phương diện nào làm tổn hại đến tính độc lập của mình và nhất là trước khi Áo được gia nhập Hội Quốc Liên và can dự vào các vấn đề của một Cường quốc khác.

Điều khoản này đã ngăn chặn mọi nỗ lực của Áo nhằm thống nhất với Đức.

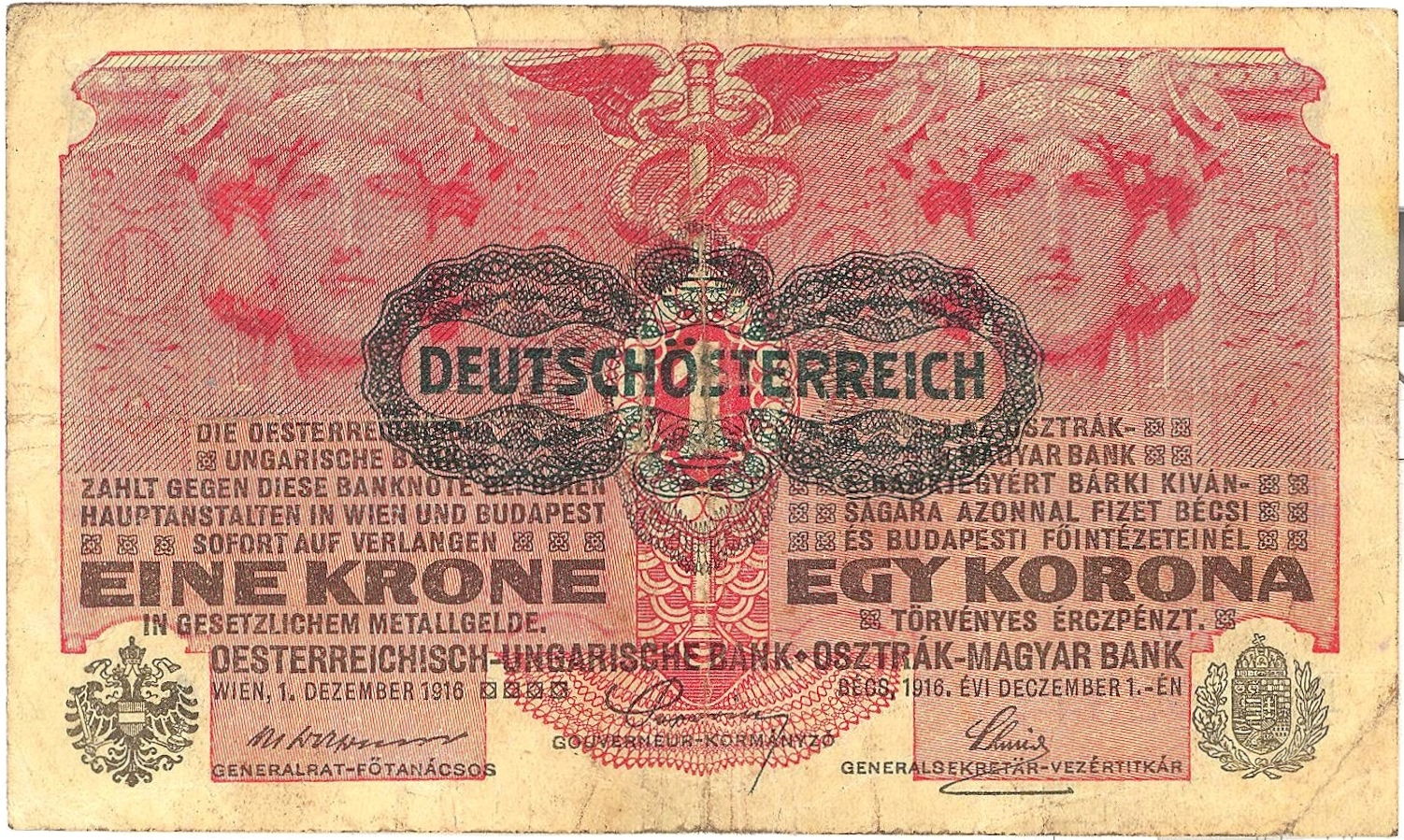
Một đồng tiền Krone, mang tên Đức Áo

Như vậy, Hiệp ước Versailles đã đưa ra các điều khoản hòa bình cho Đức, đã cấm mọi liên minh giữa Áo và Đức. Với những thay đổi này và việc giải quyết biên giới Áo, kỷ nguyên của Đệ nhất Cộng hòa Áo đã bắt đầu.

## Biên giới
Áo - Đức tuyên bố chủ quyền đối với lãnh thổ nói tiếng Đức của cựu đế chế Habsburg: tổng diện tích 118.311 km vuông (45.680 sq mi) với 10,4 triệu dân. Nó bao gồm gần như toàn bộ lãnh thổ của Áo ngày nay cộng với Nam Tyrol và thị trấn Tarvisio, cả hai hiện nay đều thuộc Ý; nam Kärnten và nam Steiermark hiện nay thuộc Slovenia và Sudetenland và Bohemia thuộc Đức (sau này trở thành một phần của Sudetenland) ngày nay là một phần của Cộng hòa Séc. Tuy nhiên, trong thực tế, chủ quyền của quốc gia chỉ giới hạn ở các tỉnh ven sông Danubia và dãy Alps thuộc vương triều Habsburg xưa với một số trường hợp ngoại lệ, hầu hết nước Áo ngày nay.
Ngày 22 tháng 11, Quốc hội đã chính thức tuyên bố chủ quyền đối với tất cả các khu vực của người Đức ở Cisleithania. Tuy nhiên, phe Đồng minh của Thế chiến thứ nhất đã phản đối động thái như vậy và Áo - Đức hầu như không có khả năng chống lại quân Ý, Tiệp Khắc và Vương quốc Nam Tư chiếm đóng một phần lãnh thổ của họ.
Các quốc gia giành chiến thắng trong chiến tranh đã chiếm nhiều lãnh thổ với đa số là người Đức. Người Séc đã phớt lờ các nguyên tắc biên giới giữa các dân tộc và nhấn mạnh vào biên giới lịch sử của Vương quốc Bohemia, do đó ba triệu người Đức trở thành công dân Tiệp Khắc, dẫn tới cuộc khủng hoảng Sudetenland 20 năm sau đó. Ý đã lấy được Trentino và Nam Tirol như một phần thưởng chiến tranh, trong đó Nam Tyrol gồm đa số người nói tiếng Đức. Nam Tư được trao cho các vùng ở Kärnten và Steiermark. Vùng Klagenfurt được giữ lại sau cuộc trưng cầu dân ý vào ngày 20 tháng 10 năm 1920 khi 3/5 số cử tri bỏ phiếu ở lại Áo.
Các cuộc trưng cầu dân ý ở các tỉnh Tirol và Salzburg cho thấy phần lớn 98 và 99% ủng hộ thống nhất với Đức trong khi Vorarlberg tháng 5 năm 1919 đã tổ chức một cuộc trưng cầu dân ý, nơi 81% ủng hộ sáp nhập với Thụy Sĩ.
Một số dân tộc thiểu số người Đức ở Moravia, bao gồm dân Đức ở Brünn (Brno), Iglau (Jihlava) và Olmütz (Olomouc) cũng như khu người Đức Gottschee ở Kranjska cũng đã cố gắng tuyên bố liên minh với Áo - Đức nhưng thất bại. Các khu vực hiện nay bên ngoài nước Cộng hòa Áo hiện nay thường có các nhóm thiểu số không phải là người Đức và đôi khi đa số người không phải là người Đức và nhanh chóng bị quân đội của các nước tương ứng đánh bại.
Mặt khác, người Đức sống phía tây Vương quốc Hungary, chiếm đa số trong khu vực được biết đến như là Tây Hungary thuộc Đức và họ đã gia nhập Áo thành công và khu vực này đã trở thành bang Burgenland trừ khu vực xung quanh thành phố Ödenburg (Sopron) được dự định là thủ phủ của bang nhưng sau một cuộc trưng cầu dân ý gây tranh cãi, vẫn là một phần của Hungary. Chỉ một phần khác của Burgenland không thuộc Cộng hoà Áo do bị chuyển cho Preßburg (Bratislava) thuộc Tiệp Khắc (nay là thủ đô của Slovakia).

### Các tỉnh
Đức-Áo bao gồm chín tỉnh (Provinzen):
1. Thượng Áo (Oberösterreich), bao gồm bang Thượng Áo hiện nay của Áo và vùng Rừng Bohemian (Böhmerwaldgau) hiện nay thuộc vùng Nam Bohemian của Cộng hòa Séc.
2. Hạ Áo (Niederösterreich), bao gồm bang Hạ Áo hiện nay của Áo và vùng Đức Nam Moravia (Deutschsüdmähren), ngày nay được phân chia giữa các vùng của Séc là Nam Bohemia, Vysočina và Nam Moravia.
3. Bohemia thuộc Đức (Deutschböhmen) là khu vực Tây Bohemia sau này là một phần của Sudetenland từ năm 1938-45, nay là một phần của Cộng hòa Séc.
4. Sudetenland, một phần của vùng lịch sử của Moravia và Silesia thuộc Áo. Là một phần của Sudetenland sau này.
5. Steiermark, là vùng Steiermark lịch sử, bao gồm bang Steiermark hiện tại của Áo và vùng Štajerska hiện nay của Slovenia
6. Salzburg, tương ứng với bang Salzburg hiện nay của Áo
7. Kärnten, là khu vực lịch sử Kärnten bao gồm bang Kärnten hiện nay của Áo, vùng Koroška của Slovenia, một phần thành phố tự trị Jezersko hiện nay của Slovenia và các vùng Tarvisio, Malborghetto Valbruna, Pontebba của Ý.
8. Tyrol thuộc Đức (Deutschtirol), bao gồm phần lớn Bá quốc Tirol, gồm bang Tirol của Áo và tỉnh Nam Tyrol của Ý nhưng không phải là tỉnh Trentino của Ý hiện nay;
9. Vorarlberg, hiện nay là bang Vorarlberg của Áo.

### Lãnh thổ kế thừa sau khi giải thể cộng hòa Áo - Đức
Cộng hòa Áo - Đức được thành lập trên cơ sở các vùng nói tiếng Đức thuộc đế quốc Áo Hung, sau khi phe Liên Minh thắng trận quyết định vẽ lại bản đồ châu Âu dựa trên các đường biên giới sắc tộc, tuy nhiên trong bối cảnh nước Đức và đế quốc Áo Hung bại trận, quyền tự quyết của người Đức đã bị tước đoạt và nhiều vùng lãnh thổ gồm đa số dân nói tiếng Đức đã bị các nước lân cận chiếm lấy. Điều này là nguyên nhân cơ bản dẫn tới chiến tranh thế giới thứ hai, khi Đức đòi lại các vùng lãnh thổ có đa số người Đức sinh sống bị mất sau thế chiến I, trong đó có Sudetenland qua hiệp ước Munich năm 1938. Sau thế chiến II, để tránh người Đức một lần nữa đòi lại lãnh thổ, phe Đồng Minh đã tiến hành trục xuất toàn bộ người Đức sống ngoài nước Đức và Áo ở các nước phía Đông về Đức, trừ Nam Tyrol thuộc Ý.
Các lãnh thổ kế thừa bao gồm
1. Toàn bộ nước Áo.
2. Sudetenland thuộc Tiệp Khắc
3. Nam Tyrol thuộc Ý.
4. Hạ Styria, Carinthia thuộc Slovenia.

## Quốc ca
Mặc dù cấm sử dụng thuật ngữ "Đức-Áo", bài hát quốc ca không chính thức của nước cộng hoà này trong khoảng thời gian từ 1920 đến 1929 là "Áo Đức, đất nước tuyệt vời" (Deutschösterreich, du herrliches Land). Những lời của nó được viết bởi Karl-Renner, người ký kết Hiệp ước Saint Germain.